# Israel Aerospace Industries
Israel Aerospace Industries (in ebraico: התעשייה האווירית לישראל) o IAI (תע"א) è la principale industria aeronautica di Israele che produce sistemi aeronautici ad uso civile e militare e vari sistemi missilistici e di avionica. Nel 2005 contava 14.000 dipendenti. Al 2018 conta 15.000 dipendenti. La IAI è completamente di proprietà del governo di Israele.
Oltre alla costruzione di aerei militari IAI costruisce anche diversi modelli di aerei civili per l'azienda statunitense Gulfstream ed esegue la manutenzione in Israele degli aerei civili e militare che lo stato ebraico acquista all'estero.

## Prodotti

### Aerei da caccia
- Nesher/Dagger/Finger
- Kfir/Nammer
- Lavi

### Altri aerei
- Westwind
- Arava
- Tzukit (su licenza)
- Gulfstream G280

### UAV
- Scout
- Pioneer
- Hunter
- Ranger
- Searcher 1
- Searcher 2
- Bird-Eye
- I-View
- Harpy 1
- Harpy 2 - Harop
- Heron 1
- Heron TP - Eitan

### Missili
- LAHAT
- Nimrod
- Barak
- Gabriel
- LORA
- Arrow